# أرتور تابيا
أرتور تابيا (بالإسبانية: Arturo Tapia)‏ (25 يناير 1991 في المكسيك - ) هو لاعب كرة قدم مكسيكي في مركز الهجوم. لعب مع Potros UAEM ‏.

## وصلات خارجية
- أرتور تابيا على موقع قاعدة بيانات كرة القدم.إي يو (الإنجليزية)